# Liste der Baudenkmäler in Bonn (Stadtbezirk)
Die folgende Liste enthält in der Denkmalliste ausgewiesene Baudenkmäler auf dem Gebiet des Bonner Stadtbezirks Bonn.
Basis ist die offizielle Denkmalliste der Stadt Bonn (Stand: 15. Januar 2021), die von der Unteren Denkmalbehörde geführt wird. Grundlage für die Aufnahme in die Denkmalliste ist das Denkmalschutzgesetz Nordrhein-Westfalens.
Die Liste ist nach Ortsteilen und dann nach Straßennamen sortiert.

## Ortsteile
- Liste der Baudenkmäler im Bonner Ortsteil Auerberg
- Liste der Baudenkmäler im Bonner Ortsteil Bonn-Castell
- Liste der Baudenkmäler im Bonner Ortsteil Bonn-Zentrum
- Liste der Baudenkmäler im Bonner Ortsteil Buschdorf
- Liste der Baudenkmäler im Bonner Ortsteil Dottendorf
- Liste der Baudenkmäler im Bonner Ortsteil Dransdorf
- Liste der Baudenkmäler im Bonner Ortsteil Endenich
- Liste der Baudenkmäler im Bonner Ortsteil Graurheindorf
- Liste der Baudenkmäler im Bonner Ortsteil Gronau
- Liste der Baudenkmäler im Bonner Ortsteil Ippendorf
- Liste der Baudenkmäler im Bonner Ortsteil Kessenich
- Liste der Baudenkmäler im Bonner Ortsteil Lessenich/Meßdorf
- Liste der Baudenkmäler im Bonner Ortsteil Nordstadt
- Liste der Baudenkmäler im Bonner Ortsteil Poppelsdorf
- Liste der Baudenkmäler im Bonner Ortsteil Röttgen
- Liste der Baudenkmäler im Bonner Ortsteil Südstadt (A–K)
- Liste der Baudenkmäler im Bonner Ortsteil Südstadt (L–Z)
- Liste der Baudenkmäler im Bonner Ortsteil Tannenbusch
- Liste der Baudenkmäler im Bonner Ortsteil Ückesdorf
- Liste der Baudenkmäler im Bonner Ortsteil Venusberg
- Liste der Baudenkmäler im Bonner Ortsteil Weststadt